# 제임스 머리 (1721년)
제임스 머리 장군(영어: General James Murray, 1721년 1월 21일 - 1794년 6월 18일)는 영국의 군인이다. 오래 전부터 퀘벡 지방의 식민지 행정관과 총독으로 복무했으며, 1778년부터 1782년까지 미노르카 총독을 역임했다. 퀘벡에서의 그의 임기는 두드러지게 성공적이었고, 정복당한 프랑스계 캐나다인들과 그들의 전통적 권리와 관습을 보장함으로써 훌륭한 관계를 맺었다.

## 어린 시절
그는 알렉산더 머리, 제4대 엘리뱅크 경과 그의 아내 엘리자베스 (베티) 스털링의 어린 아들이었다. 그의 동생은 노바스코샤에서 근무한 알렉산더 머리였다. 해딩튼과 셀커크에서 교육을 받은 그는 1736년 네덜란드 군대의 제3 스코틀랜드 연대에서 군복무를 시작했다. 1740년에 그는 형 5대 엘리뱅크 경, 패트릭 머리 휘하의 윈야드의 해병대에서 소위로 근무하며, 카르타헤나에 대한 공격에 실패를 경험했다. 1742년에는 대위가 되었다. 오스트리아 계승 전쟁에서는 제15 보병연대 척탄 중대장으로 근무했으며, 1745년 오스텐드 공성전 중에 심한 부상을 입게 된다. 이듬해 1746년 로리앙 습격에서는 두각을 드러냈다. 1746년 12월, 그는 헤이스팅스의 코델리아 콜리어와 결혼했다.

## 캐나다
1749년 제임스 머리는 제15 보병 연대의 소령을 매관했고, 1751년 중령이 되었다. 그는 1757년 로슈포르 습격에서 그의 연대를 지휘했으며 이후 그의 군사재판에서 존 모던트 경을 변호했다. 그는 1758년 부이부르 공성전에서 형제 알렉산더와 함께 대대를 지휘했다.
루이부르가 함락되었을 때, 머리는 울프 장군과 함께 세인트 로렌스 만 원정(1758년)을 위해 북쪽으로 갔다. 울프가 개스프 반도를 따라 프랑스 정착촌을 파괴하는 동안 머리는 미라미키 만을 따라 프랑스 어촌을 공격했다. 그들이 파괴된 곳 중에는 세인트 앤(St. Anne)에 있는 집과 교회가 포함되었으며, 지금은 번트 교회(Burnt Church)라고 불리고 있다.
머리는 1759년 아브라함 평원 전투에서 제임스 울프 장군 휘하에서 직무를 수행했다. 머리는 울프의 안세오풀롱(Anse au Foulon)에 군대를 상륙시키려는 계획이 어리석고, 비합리적이며, 어리석은 것이었으며 ‘신의 가호’로 성공했다고 믿었다. 머리는 퀘벡이 함락된 이후 군사령관이 되었다. 레비는 1760년 생트-푸아 전투에서 머리와 영국군을 겨우 물리쳤지만, 보급 부족과 영국 증원 선단의 도착으로 퀘벡 포위 공격을 포기해야 했다. 그는 패트릭 퍼거슨을 좋아하는 조카에게 군 경력을 쌓기 위해 그를 따라갈 것을 권장했다. 패트릭은 피트포 경에게 시집간 머리의 여동생 앤의 아들이었다. 그는 또 다른 조카인 패트릭 머리(동생 조지의 사생아)도 도왔다.
1760년 9월 5일, 머리는 휴런 국가와 평화 우호 조약을 체결한 후, 퀘벡시 근처의 로렛에 거주했다. 1990년에 그 조약은 캐나다의 대법원에 의해 여전히 유효하고 구속력이 있는 것으로 판결이 났다.

### 퀘벡 총독

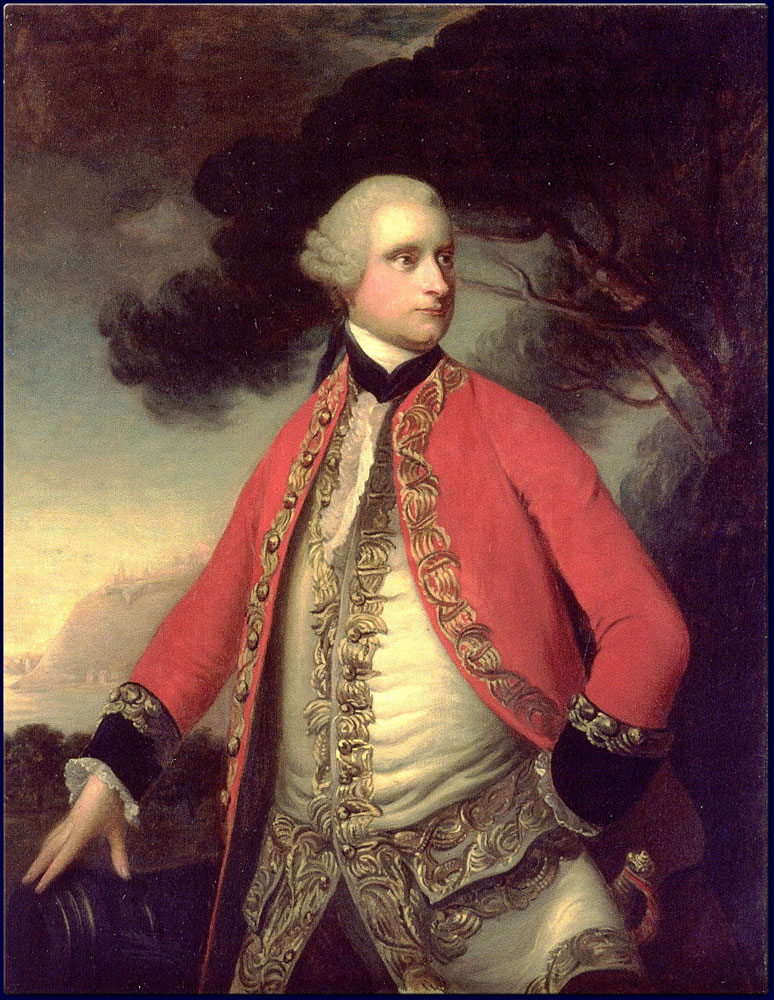
제임스 머리

1760년 10월에 그는 퀘벡 지방의 군정 총독이 되었고, 1763년 10월 4일에 퀘벡 주 최초의 민선 총독이 되었다. 1765년 3월 26일에 소장으로 승진했다. 그는 총독으로서 정복의 계기로 정착하기 위해 온 영국 상인들에게 호의를 보이는 프랑스계 캐나다인에게 동정적이었다. 그는 프랑스 시민권법의 연장을 허용했는데, 당시 프랑스인이 영국인 보다 25배가 많았기 때문에 불만이나 반란을 조장하지 않도록 주의해야 했다. 이러한 정책은 영국인 정착민들의 불만을 샀고, (1768년까지 총독의 임기가 남아 있었음에도 불구하고) 1766년에 소환 당했다. 그러나 그의 전례는 1774년의 퀘벡법(Quebec Act of 1774)으로 보존되었다.
머리는 퀘벡 법으로 퀘벡에서 노예제도가 지속되어야 한다고 주장했다. 프랑스의 치하에서도 노예제도가 존재했었기 때문이었다. 1769년 퀘벡 자제트에 등장한 광고에는 “25세 흑인 여자 (혼혈 남자 아이가 딸린) ... 예전 머리 장군의 재산이었음”이라는 내용이 소개되고 있다.

## 미노르카
머리는 1774년에서 1778년까지 부총독이었고, 1778년부터 1782년까지는 미노르카 총독이었다. 1780년에 그는 두 번째 부인인 앤드리엄과 결혼했다. 미국 독립 전쟁 동안, 그는 항복을 할 때까지 7개월 (1781 ~ 82년) 동안 프랑스-스페인 연합군의 포위 공격에 맞서 마혼 항에 있는 세인트 필립 요새를 방어했다. 그 결과로 그는 ‘오울드 미노르카’ 머리로 알려지게 되었다.
이후 머리는 그의 집이 있는 서섹스 홀링튼 보포트 파크로 귀환했고, 그곳에서 사망했다. 그의 말년에는 그에게 더 많은 영예가 주어졌다. 그는 1783년 킹스턴-업폰-헐의 총독과 총독으로 임명되었으며, 1789년에는 21대 연대 대령으로 임명되었다. 그의 시신은 현재는 파괴된 헤이스팅스의 오울드 세인트 헬렌 교회에 안치되었다.

## 같이 보기
- 캐나다의 총독 목록

## 참고 문헌
- Anderson, Fred (2000), 《Crucible of War: The Seven Years’ War and the Fate of Empire in British North America, 1754–1766》, 뉴욕: Alfred A. Knopf, ISBN 0-375-40642-5
- Browne, G. P. “MURRAY, JAMES,” in 캐나다 인명사전, vol. 4, 토론토 대학교/레발 대학교, 2003–, 2015년 11월 17일 확인, online
- Chichester, Henry Manners (1894). 〈Murray, James (1725-1794)〉.   Lee, Sidney. 《영국인명사전》 39. 런던: Smith, Elder & Co.
- Dreaper, James. 〈Murray, James (1722–1794)〉. 《옥스포드 영국 인명 사전》 온라인판. 옥스포드 대학교 출판부. doi:10.1093/ref:odnb/19619. (Subscription 또는 UK 공공도서관 회원 필수.)
- Murray, Colonel Hon. Arthur C., The Five Sons of "Bare Betty", 런던, 1936.
- Scott, S. Morley. "Civil and Military Authority in Canada, 1764–17661." Canadian Historical Review 9#2 (1928): 117-136.
- Wrong, George.  Canada and the American Revolution: the Disruption of the First British Empire. 토론토: 맥밀란, 1935.

### 1차 자료
- James Murray. Journal of the Siege of Quebec, 1760
- James Murray. Report of the Government of Quebec in Canada, 5 June 1762
- William Draper. The Sentence of the Court-martial... for the Trial of the Hon. Lieut. Gen. James Murray, Late Governor of Minorca, on the Twenty-nine Articles Exhibited Against Him by Sir William Draper, London, 1783